# Панехси
Панехси — наместник египетского фараона Рамсеса XI в Куше («Царский сын Куша»).

## Биография
По всей вероятности, он был по происхождению нубийцем (во всяком случае, его имя по-египетски значит «Негр»). Оказал помощь своему фараону в борьбе с Аменхотепом. На 12-м году правления Рамсеса XI был приближен к фараону, облечён властью и назначен правителем Фив. Практически управлял Египтом до 17-го года правления Рамсеса XI, когда был смещён и, по всей вероятности, отправлен обратно в Куш. Во всяком случае, его гробница находится там, а фараон, возможно, в связи с этими событиями покинул свою резиденцию на севере (город Танис) и обосновался в Фивах.